# Christian (Schleswig-Holstein-Ærø)
Christian von Schleswig-Holstein-Sonderburg-Ærø (* 26. November 1570; † 14. Juni 1633) war der erste und letzte abgeteilte Herzog von Ærø (Deutsch: Ärö) ohne Landeshoheit. Er war der älteste Sohn von Herzog Johann (1545–1622) und erbte bei dessen Tod die Insel. Sein Vater hatte die kleinen Höfe zu drei Gütern zusammengefasst: Gravensteen (Gråsten), Seebygaard (Søbygård) und Gudsgave (dt. Gottesgabe). So nahm Christian Residenz in Gravensteen. 1624 errichtete er das Gut Wuderup (Voderup), wofür er der Kirche das Land abkaufte. Eigentlich wollte er Bischof von Straßburg werden, das schlug aber fehl. Christian war protestantischer Domherr des Straßburger Domkapitels von 1587 bis 1604, er erhielt aber gemäß einem Abkommen mit den siegreichen katholischen Domkapitelsangehörigen bis circa 1619 weiterhin die Einkünfte als unverheirateter Geistlicher.
Er hatte mit seiner Haushälterin Katharina Griebel (* 1570 in Lütjenburg; † 1640 auf Ærø) eine Tochter: Sophie Griebel (* 1600). Um sie später gut zu versorgen, schenkte er ihr 1629 zwei große Häuser in Ærøskøbing und die Insel Dejrø. Außerdem war sie von allen Steuern befreit. Nach dem Tod des Herzogs heiratete Sophie seinen Verwalter Peder Christensen Pilegaard, der danach als Kaufmann in Ærøskøbing arbeitete.
Das Erbe teilten sich seine Brüder bzw. deren Nachkommen:
- Philipp von Glücksburg, erbte Ærøskøbing und Wuderup
- Friedrich von Norburg erbte das Gut Gravensteen. 1636 verkaufte er es  an seinen Bruder, den Herzog von Glücksburg
- Joachim Ernst I. von Plön, bekam Seebygaard. Der Teil blieb im Besitz unterschiedlicher Plöner Linien.
- Johann Christian von Sonderburg, der älteste Sohn von Alexander von Sonderburg,  bekam Gottesgabe.

Die Erbteilung der Insel in viele kleine Gebiete bewirkte eine komplizierte Steuerverwaltung und einen regen Schwarzmarkt.